# The Things Network
The Things Network (TTN) je otevřená, decentralizovaná infrastruktura pro internet věcí. Pro férové užití je její komunitní verze zdarma.

## Principy

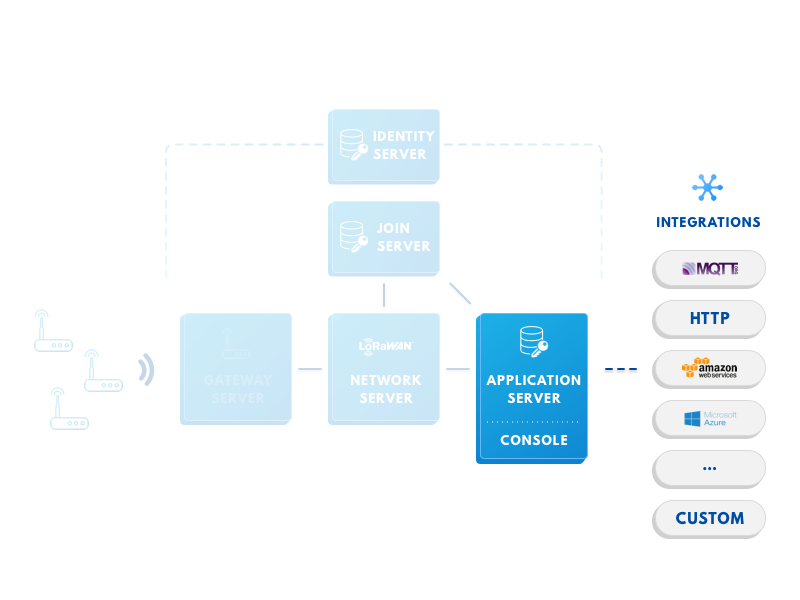
uspořádání The Things Network

TTN je budována jako nízkonákladová globální datová IoT síť vlastněná a provozovaná uživateli. Zahrnuje uzly, brány, síťový server, správu koncových zařízení a integraci s hlavními poskytovateli cloudových služeb a dalšími IoT platformami. Vše je plně konfigurovatelné koncovým uživatelem a veškerá komunikace je zabezpečená.

## Historie
Projekt byl oficiálně spuštěn v Amstrodamu 21. srpna 2015 díky iniciativě nizozemského podnikatele Wienke Giezemana, který si uvědomil, že pouhých deset bran stačí na pokrytí města. Technologické demo bylo díky podpoře města a společností The Next Web a KPMG vybudováno za pouhých šest týdnů a upozorňovalo na vnikající vodu vlastníky lodí. Neboť na počátku nestál podnikatelský projekt, jevila se jako problém cena LoRaWAN brány (1 000 €). Prostřednictvím Kickstarteru byla vyhlášena úspěšná kampaň s cílem vyvinout bránu s cenou pětinovou. TTN se velmi rychle rozšířila, takže při navázání spolupráce s iniciativou Things Connected (založena roku 2016 z důvodu chybějícího národní LPWAN pokrytí v UK) bylo konstatováno její působení na šesti světadílech. V říjnu 2018 byla nejsilnější komunitu curyšská se 144 přispěvateli a disponující 117 branami, což je odrazem skutečnosti, že tamní IBM vývojáři spolupracovali na vývoji LoRaWAN specifikace a nedaleko je jedna z poboček Semtechu, který patří k výrobcům LoRa hardware.
Jako první v ČR tuto formu pokrytí LPWAN signálem a zároveň vytváření svobodného prostoru pro technologický rozvoj a inovace zvolilo Nové Město na Moravě, které v součinnosti s Otevřenými městy pořídilo dvě brány vytvořené v brněnském hackerspace base48 jako open-source hardware. K oficiálnímu spuštění došlo 1. října 2018 zároveň s ukázkovou instancí demonstrační aplikace LoRaWAN Demo.

## Technické řešení
V současné době TTN podporuje technologii LoRaWAN pro její velký dosah (~ 5 až 15 km), nízkou spotřebu energie (měsíce až roky na baterie), zároveň však komunikaci s malou šířkou pásma (51 bytů/zpráva). Je plánováno rozšíření na různé Bluetooth Broadcast/Mesh sítě a podobné.

## Kritika
TTN nemá decentralizovanou architekturu, a tudíž je závislá na centrálních serverech a ohrožena jejich případnými výpadky. Stejně tak plně spoléhá na funkčnost internetu.